# Wojszki (powiat moniecki)
Wojszki – wieś w Polsce położona w województwie podlaskim, w powiecie monieckim, w gminie Mońki.
W latach 1975–1998 miejscowość należała administracyjnie do województwa białostockiego.

Według spisu ludności z 30 września 1921 Wojszki zamieszkiwało ogółem 38 osób z czego mężczyzn - 20, kobiet - 18. Budynków mieszkalnych było 3.